# Gibbovalva magnoliae
Gibbovalva magnoliae är en fjärilsart som beskrevs av Tosio Kumata och Hiroshi Kuroko 1988. Gibbovalva magnoliae ingår i släktet Gibbovalva och familjen styltmalar. Inga underarter finns listade i Catalogue of Life.